# Nyabulanda
Nyabulanda è una circoscrizione rurale (rural ward) della Tanzania situata nel distretto di Nyang'hwale, regione di Geita. Conta una popolazione di 9 285 abitanti (censimento 2012).